# Теодор, Жан-Франсуа
Жан-Франсуа́ Теодо́р (фр. Jean-François Théodore;  5 декабря 1946, Париж, Франция — 18 мая 2015, там же) — французский финансист, руководитель Парижской Биржи, создатель и руководитель компании Euronext.

## Биография
В 1974 году окончил Национальную школу администрации (выпуск имени Симоны Вейль), по другим данным — парижский Институт политических исследований. После этого в течение 16 лет работал в различных структурах Министерства финансов Франции. С 24 января 1990 года стал руководителем Парижской фондовой биржи. В первые годы руководстве Жана-Франсуа Теодора биржа пережила коренную техническую и организационную модернизацию, позволившую ей стать одной из лидирующих бирж Европы. Будучи сторонником европейского объединения, стремился создать пан-европейскую биржевую структуру, которая могла бы стать одной из крупнейших в мире. 
В октябре 2000 года была создана компания Euronext, которая объединила парижскую, амстердамскую и брюссельскую фондовые биржи. Позднее к ней присоединилась также лиссабонская биржа. В результате объединения появилась вторая по объёму капитализации биржа Европы, уступавшая только Лондонской фондовой биржи. Объединённая биржа работала на единой технологической платформе и рассматривалась Теодором как первый шаг к общеевропейской торговой площадке, куда со временем могли бы войти, например, мадридская, миланская и цюрихская биржи. Ему это не удалось, но в октябре 2001 года объединённая компания поглотила Лондонскую международную биржу финансовых фьючерсов и опционов (LIFFE). 
С июня 2006 году начался процесс слияния Euronext и Нью-Йоркской фондовой биржи (NYSE) в объединение NYSE/Euronext. Однако, по различным причинам, включая уход в 2009 году руководителя NYSE Джона Тейна, процесс слияния не был завершён, и в 2014 году (уже после ухода Теодора со своего поста) Euronext вновь стала независимой.
В 2009 году покинул пост президента Euronext. После своего ухода занимался консалтингом, в частности, таких компаний, как Total и Technip, обвинявшихся американскими властями в коррупции. Скончался 18 мая 2015 года от рака головного мозга.